# Walter Schellenberg
Walter Friedrich Schellenberg (Saarbrücken, 16 de janeiro de 1910 – Turim, 31 de março de 1952) foi um oficial nazista da SS que dirigiu a inteligência alemã antes e durante a Segunda Guerra Mundial.
Nascido na Alemanha, Schellenberg mudou-se com a família para o Luxemburgo após a ocupação francesa do Sarre após a I Guerra Mundial e a crise econômica que se seguiu na República de Weimar. Retornando à Alemanha anos depois para cursar a universidade, começou estudando medicina mas acabou por se formar em Direito. Após a formatura, Schelleberg entrou para a SS e começou a trabalhar no setor de contra-inteligência da organização em maio de 1933.
Na SS ele conheceu Reinhard Heydrich e através dele tornou-se assistente pessoal de Heinrich Himmler de 1939 a 1942 e sub-chefe do escritório central de segurança do Reich. Quando Himmler lhe entregou o cargo de plenipotenciário geral da administração do Reich, Schellenbeg passou a ter grande influência dentro dos meandros da Alemanha nazista.
Durante a guerra ele foi o responsável por toda sorte de incidentes de espionagem, criando armadilhas e subterfúgios de todos os tipos em prol da espionagem alemã, planejando e realizando a captura de oficiais ingleses na Holanda que desbaratou uma rede de espiões antinazistas nos países ocupados, fazendo uma lista de 2300 britânicos destinados à prisão ou morte após a invasão nazista das Ilhas Britânicas, viajando a Portugal para convencer o Duque de Windsor a trabalhar para os alemães e perseguindo um círculo de espiões soviéticos infiltrados na Europa ocupada. Promovido a SS Brigadeführer, Schellenberg foi o planejador e principal operador de missões na Irlanda neutra e amigo de Wilhelm Canaris, chefe da Abwehr, o serviço de inteligência militar alemã. Substituiu Canaris que seria executado ao fim da guerra por Adolf Hitler acusado de traição e de pertencer a resistência alemã.
Ao final da guerra, Schellenberg convenceu Himmler a entabular conversações de paz em separado com americanos e ingleses através do Conde Bernadotte e foi pessoalmente à Suécia em abril para arranjar o encontro. Ele se encontrava na Dinamarca tentando negociar sua própria rendição quando foi preso pelos ingleses em junho de 1945.
Durante o Julgamento de Nuremberg, Walter Schellenberg testemunhou contra os réus nazistas de primeiro escalão, mas em 1949, em seu próprio julgamento, foi condenado a seis anos de prisão, durante os quais escreveu suas memórias. Solto devido a seu estado de saúde com graves problemas no fígado em 1951, mudou-se para a Suíça e em seguida para a Itália, onde viria a morrer de câncer no ano seguinte.